# Гамера против Дзигры
«Гамера против Дзигры» (яп. ガメラ対深海怪獣ジグラ гамэра тай синкай кайдзю: дзигура) — фантастический фильм 1971 года. Премьера состоялась 17 июля. Это седьмой фильм о Гамере и первый о Дзигре, также это предпоследняя картина о Гамере, принадлежащая периоду Сёва.
Релиз фильма на DVD состоялся 15 марта 2011 года.

## Сюжет
Дзигра — гигантская акула с другой планеты. Она может летать и ходить по суше. Однажды она прилетает из далёких далей космоса на нашу планету с целью поработить человечество и сделать из него еду для себя. В первую очередь чудовище атакует Японию. Армия оказывается бессильной против монстра. Страну быстро захватывает паника. Японские города один за другим ложатся в руинах. Но на помощь японским жителям приходит добрая черепаха-супергерой Гамера. Начинается схватка между двумя могущественными монстрами.

## Распространение в других странах
В отличие от предыдущих фильмов о Гамере, «Гамера против Дзигры» не распространялся в США от American International Pictures. Фильм был выпущен Сэнди Франком в 1980-х гг как домашнее видео. 
Это один из пяти фильмов с Гамерой, о которых упоминается в комедийном шоу «Таинственный театр 3000 года».

## Под угрозой срыва
В 1972 году кинокомпания Дайэй приступила к съёмкам нового фильма «Гамера против Гарашарпа». Однако после провала «Гамеры против Дзигры» над продолжением франшизы нависла угроза срыва. В конце концов из-за жуткого недостатка в финансировании Дайэй объявила о банкротстве и проект о Гамере был закрыт. Могло получиться, что «Гамера против Дзигры» станет последним фильмом с Гамерой, но в 1980 году всё-таки был смонтирован заключительный фильм Сёвы - «Космический монстр Гамера».

## Дополнительные сведения
- Имя инопланетного чудовища на японском языке — Дзигура. В разных переводах фильма на русском языке встречается имя Дзигра и Зигра.
- Фильм также известен под названием «Гамера против Глубоководного монстра Дзигры» (Gamera versus Deep Sea Monster Zigra).